# Fernand Bergmann
Fernand Bergmann (12 settembre 1904 – ...) è stato un cestista svizzero.

## Carriera
Ha disputato con la nazionale di pallacanestro della Svizzera le Olimpiadi di Berlino 1936, giocando la terza partita contro la Germania.